# Nephodia tironaria
Nephodia tironaria là một loài bướm đêm trong họ Geometridae.